# ژانگ جیان (شمشیرباز)
ژانگ جیان (انگلیسی: Zhang Jian؛ زادهٔ ۲۲ فوریهٔ ۱۹۶۲) شمشیرباز اهل چین بود. وی در بازی‌های المپیک تابستانی ۱۹۸۴ شرکت کرده‌است.